# FUT5
Альфа-(1, 3)-фукозилтрансфераза 5 (англ. Alpha-(1,3)-fucosyltransferase 5; КФ 2.4.1.65) — фермент трансфераза, продукт гена человека FUT5. Входит в семейство 10 гликозилтрансфераз (фукозилтрансфераз). Участвует в гликозилировании белков.

## Функции
Фермент переносит ГДФ-β-L-фукозу на альфа-1,3-гликозидную связь полисахаридной цепи. Участвует в синтезе антигенов VIM-2, Lewis X/SSEA-1 (CD15), сиалил-Lewis X и VIM-2.

## Структура и внутриклеточная локализация
FUT5 состоит из 374 аминокислоты, молекулярная масса 43 кДа. Мембранный белок, локализован на мембранах транс-отдела аппарата Гольджи.

## Экспрессия
Экспрессирован в печени, толстом кишечнике и яичках. Кроме, этого, более низкий уровень обнаружен в T-лимфоцитах и мозге. 